# Източна Европа
Ѝзточна Евро̀па е термин, който се отнася за геополитически регион обхващащ източната част на Европейския континент.
Терминът е добре обособен по време на Студената война, като се е използвал като синонимен на Източен блок или Втория свят и все още се използва.

## Държави в Източна Европа
- Русия
- Беларус
- Украйна
- Молдова

Както и страните от Югоизточна Европа:
- Румъния
- България
- Сърбия
- Босна и Херцеговина
- Албания
- Черна гора
- Косово
- Северна Македония

И трите кавказки държави:
- Грузия
- Армения
- Азербайджан

## Географско положение, граници и големина
Източна Европа е название, използвано след Втората световна война за комунистическите държави в Европа, попаднали в зоната на влияние на СССР под което е била и България. Ето защо Финландия, Гърция и Турция никога не са били смятани за част от Източна Европа, макар че чисто географски се намират в източната част на Европа.
Важното им географско положение се определя от междинното им положение между страните от Западна Европа и държавите от ОНД и Близкия изток.
Природно ресурсният потенциал на страните от региона е недостатъчен. Изключение е Русия, която е осигурена с всички основни енергийни и минерални ресурси и изнася значителна част от тях.
На север страните от региона имат обширен излаз към Бяло море, Балтийско море и студения Арктичен океан, а на юг опира до Черно море и Каспийско море. Източната граница е с континента Азия.

## Население
Броят на населението без Русия е около 130 млн. души. По-голямата част от тях са славянски народи. Почти във всички страни има нисък, нулев или отрицателен естествен прираст, т.е., тези страни са в демографска криза, а населението е застаряващо. Демографската политика е насочена към насърчаване на раждаемостта. Проблем за всички страни от региона е емиграцията на млади, образовани и квалифицирани хора. Урбанизацията е твърде различна – варира между 35 (Албания) и 72% (Чехия). За България този процент е 68. Градските агломерации са по-малко на брой, с по-малко население и площ в сравнение със Западна Европа.

## Стопанство
Характерен е процес на преход от централизирана към пазарна икономика. Въвеждат се пазарни механизми. Увеличава се делът на частната собственост чрез приватизация, реституция и разкриване на нови фирми. Извършват се структурни промени в националното стопанство. Възстановява се собствеността върху земята. Изброените промени се извършват най-бързо в Чехия, Полша и Унгария. Преходът към пазарна икономика се съпровожда с голям спад в БВП (Брутен Вътрешен Продукт), с масово обедняване на основната част от населението, с голяма инфлация и безработица, с раздробяване на земята, намаляване на обработваемите земи и намаляване на производителността на труда. Признание за напредъка на страните от Източноевропейския регион е присъединяването на Естония, Латвия, Литва, Полша, Чехия, Словакия, Унгария и Словения към Европейския съюз през 2004 г. и на Румъния и България през 2007 г.

## Проблеми и тенденции за развитие
Основни проблеми, които стоят пред страните от Източна Европа са демографският, екологичният, енерго-суровинният, икономическият, социалният и др.